# Gönülçelen
Gönülçelen es una serie de televisión turca de 2010, producida por Asis Yapım y emitida por ATV. La serie es una adaptación de la pieza de teatro, Pigmalión, del dramaturgo irlandés George Bernard Shaw.

## Sinopsis
Hasret (Tuba Büyüküstün) es una muchacha turca, de Estambul, que se gana la vida vendiendo flores y cantando en una banda de barrio. Murat (Cansel Elçin) es un profesor y compositor de música muy respetado, que va a la caza de una voz original para una nueva composición. Desde la primera vez que escuchó su voz, Murat ve en Hasret un potencial que no debe ser echado a perder, así que decide enseñarle los secretos profundos de la música. Así, Hasret comienza un largo camino para convertirse en dama.

## Reparto
- Tuba Büyüküstün como Hasret.
- Cansel Elçin como Murat Turalı.
- Umut Kurt como Cihan.
- Onur Saylak como Levent Yıldırım.
- Günay Karacaoğlu como Gülnaz Şimşir.
- Yasemin Çonka como Nakiye.
- Ayda Aksel como Nesrin
- İlhan Şeşen como Ethem.
- Begüm Kütük Yaşaroğlu como Ceren.
- Ayşe Şule Bilgiç como Berrin.
- Nadir Sarıbacak como Kobra.
- Evrim Alasya como Balçiçek.
- Tuna Orhan como Bekir.
- Hülya Duyar como Kadriye.
- Arzu Gamze Kılınç como Saime.
- Can Kahraman como Davut.
- Öykü Çelik como Nazar.
- Nurhayat Boz como Aydan.
- Ünal Silver como Burhan.
- Dilşad Çelebi como Selin/Bahar.
- Emin Önal como Cafer.
- Hasan Say como Kadir.
- Emrullah Örüklü como Hasan.
- Veysi Özdemir como Veysi.

## Temporadas
| Temporada | Temporada | Episodios | Rango de episodios | Emisión original      | Emisión original    |
| Temporada | Temporada | Episodios | Rango de episodios | Inicio                | Final               |
| --------- | --------- | --------- | ------------------ | --------------------- | ------------------- |
|           | 1         | 16        | 1 - 16             | 26 de febrero de 2010 | 18 de junio de 2010 |
|           | 2         | 40        | 17 - 56            | 20 de agosto de 2010  | 24 de junio de 2011 |